# Parco nazionale della Fruška Gora
Il parco nazionale della Fruška Gora (in serbo Hационални парк Фрушка Гора?, Nacionalni park Fruška Gora) è un'area naturale protetta che si estende per 25.525 ettari intorno all'omonima bassa catena montuosa lunga circa 80 km e isolata all'interno della pianura pannonica, nella regione serba della Voivodina al confine con la Croazia.
All'interno del parco, che assunse tale status nel 1960 anche per la grande varietà di fauna appartenente a specie protette, scorrono i fiumi Danubio a nord e Sava a sud che corrono parallelamente alla catena montuosa.
Le valli della Fruška Gora sono coperte di pascoli e campi fertili, numerose vigne e frutteti che decorano i pendii più bassi, mentre le aree più elevate, oltre i 300 metri, sono coperte di fitte foreste decidue. Sul suo territorio, nel corso dei secoli sono stati costruiti 35 monasteri ortodossi.

## Flora e fauna
Nel parco della Fruška Gora sono presenti 1500 specie diverse di vegetazione, molte delle quali, assolute rarità, vivono esclusivamente in questa regione. Tra le specie più importanti e più diffuse, vi sono esemplari appartenenti alle ranuncolacee e alle orchidee.

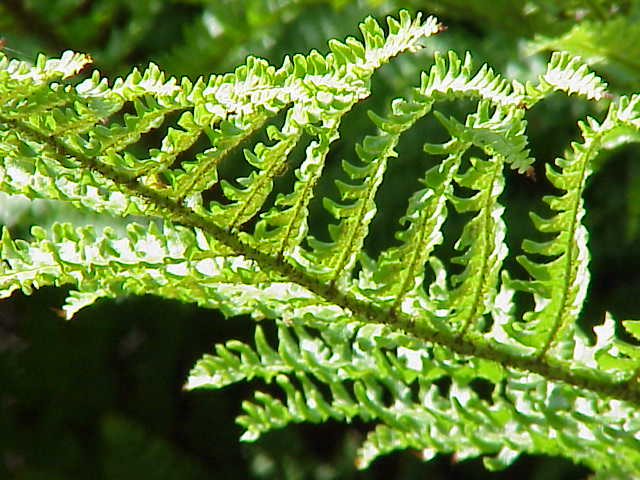
Flora tipica della Fruška Gora.

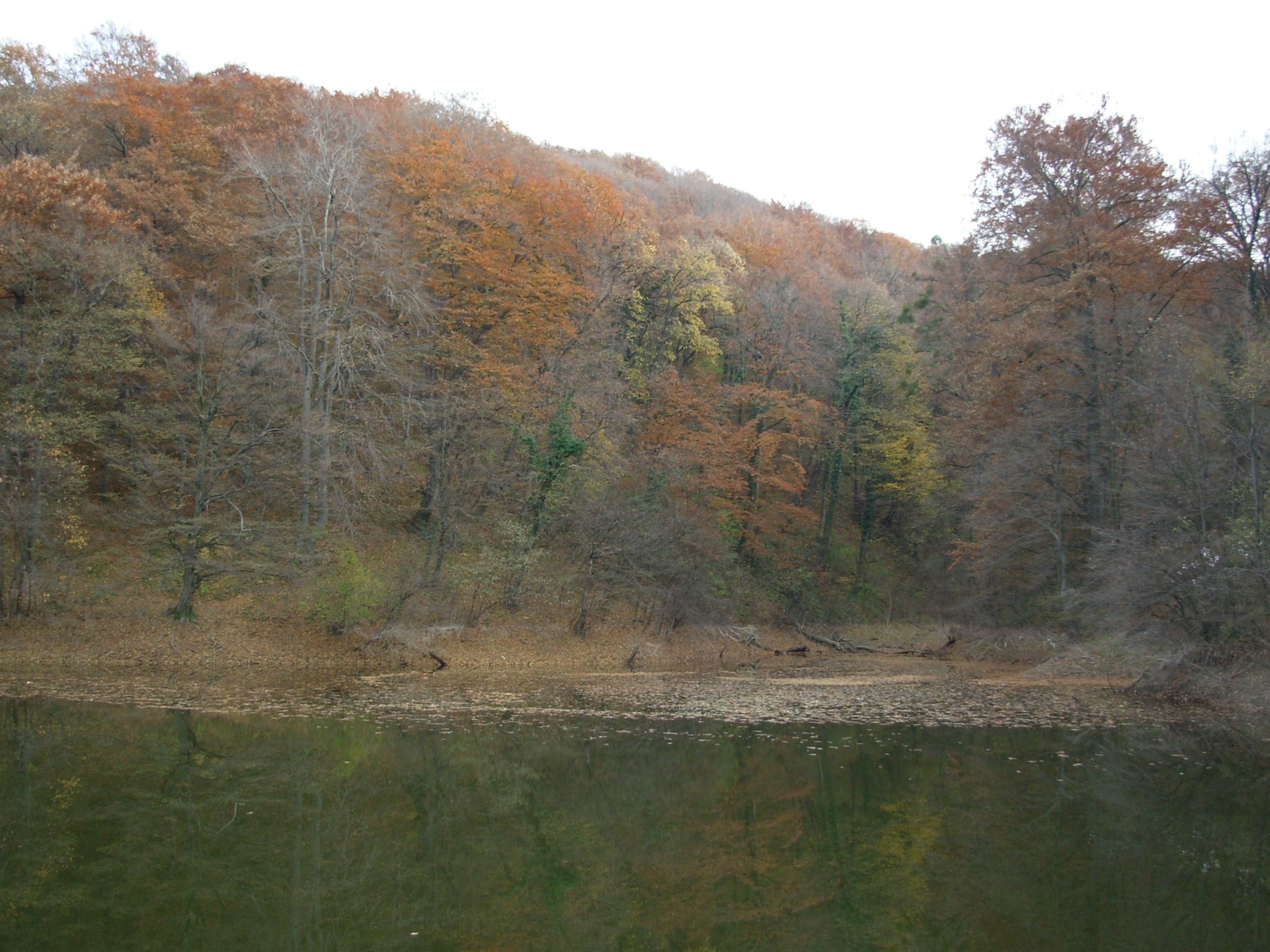
La foresta presso Popovica.

Il 90% del territorio è ricoperto da boschi e foreste che sono uno specchio della biodiversità che caratterizza l'area. Numerose sono, infatti, le specie arboree presenti: le più numerose sono i càrpini, i tigli e le querce. I boschi sono alternati a steppe, creando un interessante territorio di studio per gli esperti e gli appassionati di botanica che si recano qui dal XVIII secolo. L'area è anche meta di geologi e paleontologi.
La biodiversità è una caratteristica che riguarda anche la fauna. Sono state classificate più di 110 specie di uccelli, tra le quali l'aquila e il corvo sono assai diffusi; numerosi sono anche i rettili e i piccoli roditori: per questi sono state organizzate oasi faunistiche per la riproduzione e il transito degli animali migratori. Un'importante risorsa per la regione sono le api che vengono allevate per la produzione di miele, venduto in tutta la Serbia.

## Monasteri ortodossi

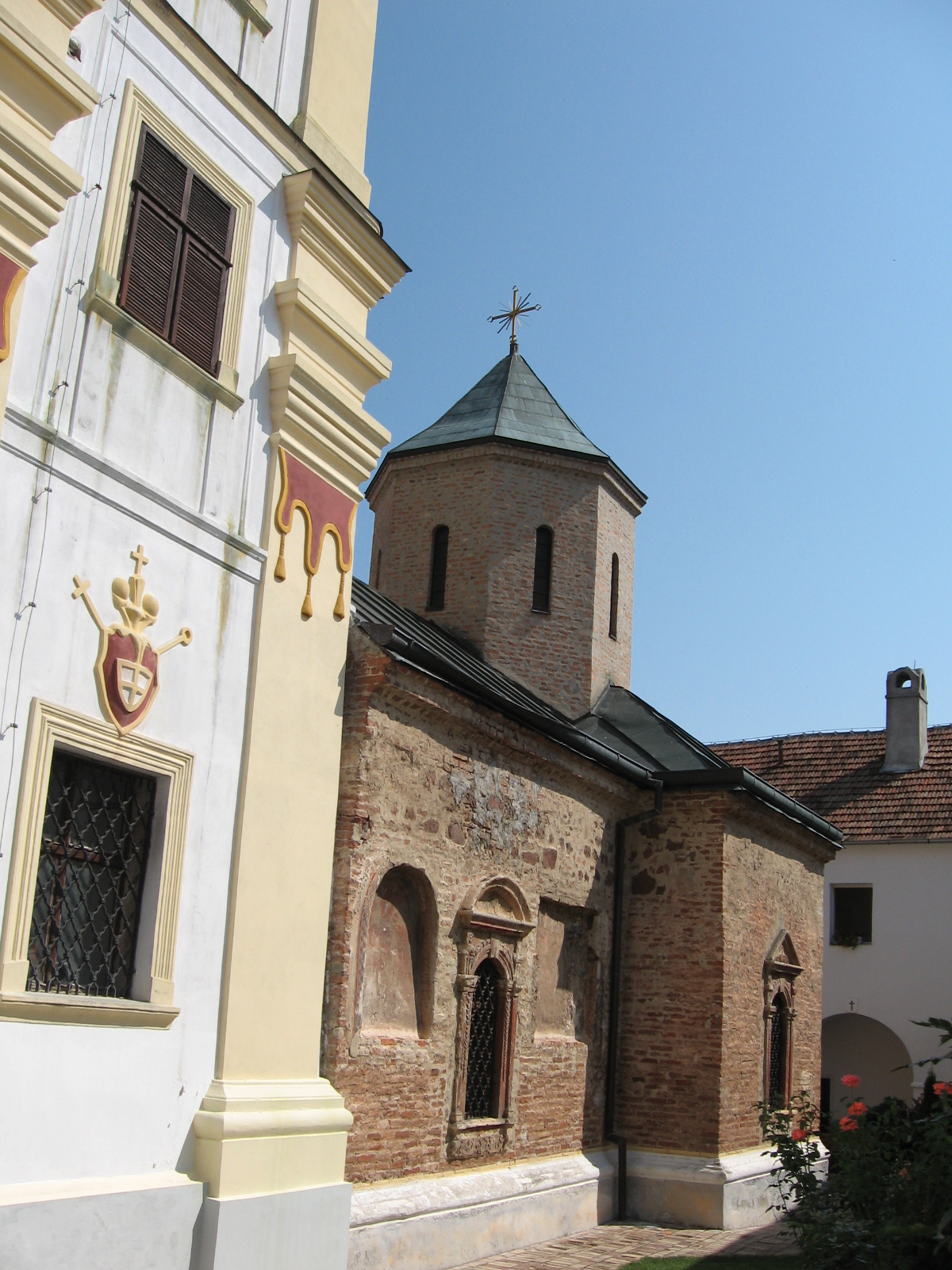
Monastero di Velika Remata.

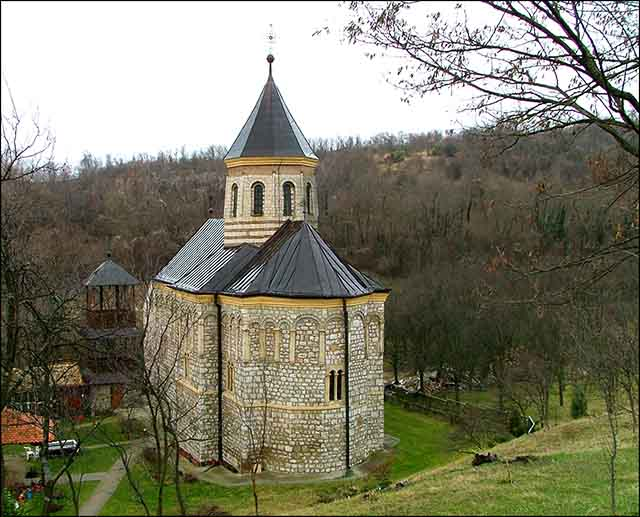
Monastero di Mala Remata.

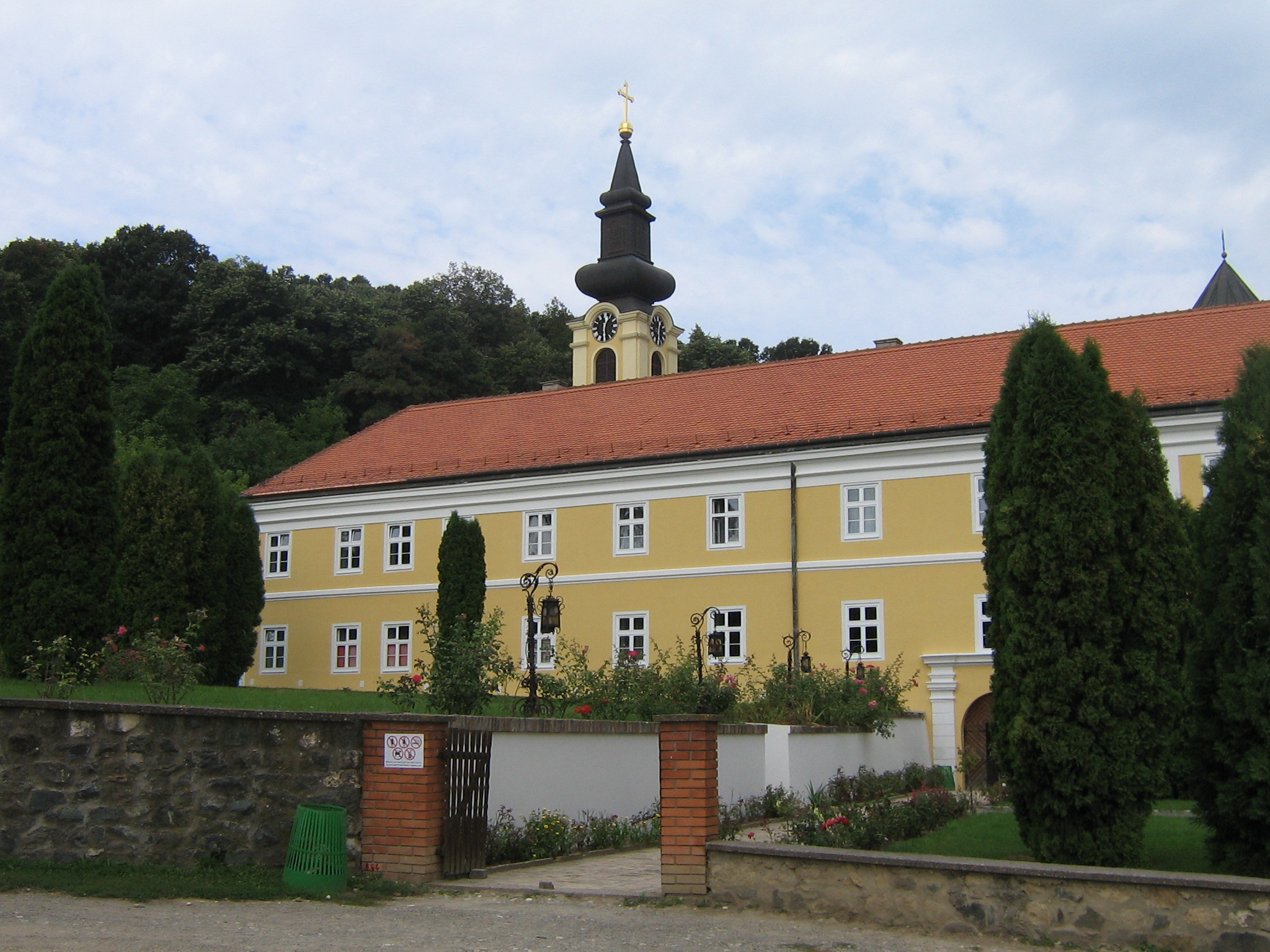
Monastero di Novo Hopovo.

I monasteri della Fruška Gora furono edificati in gran parte tra il XV e il XVIII secolo.
Costruiti in un periodo di grandi migrazioni, furono protagonisti di tutta la storia della nazione serba: mete di pellegrinaggi e luoghi di rifugio durante le persecuzioni. Erano tra i fulcri della resistenza contro il potere ottomano, luoghi di conservazione dei tesori della spiritualità e dell'arte ortodossi nei secoli dell'occupazione. Furono eretti tutti all'interno di un'area circoscritta, di 50 km di lunghezza per 10 di altezza.
Dei 35 costruiti, oggi ne rimangono solamente 15: Krušedol (Крушедол), Petkovica (Петковица), Rakovac (Раковац), Velika Remeta (Велика Ремета), Divša (Дивша), Novo Hopovo (Ново Хопов), Staro Hopovo (Старо Хопово), Jazak (Јазак), Mala Remeta (Мала Ремета), Grgeteg (Гргетег), Beočin (Беочин), Privina Glava (Привина Глава), Šisatovac (Шишатовац), Kuvežedin (Кувежедин), e Vrdnik-Ravanica (Врдник-Раваница).
Quelli di Sisatovac, Novo Hopovo, Vrdnik-Ravanica, Beočin, Privina Glava e Jazak sono stati danneggiati dai bombardamenti della NATO nel 1999, e i danni prodotti ancora sono visibili. L'UNESCO li ha inseriti nel programma di protezione e conservazione.

## Attività turistiche
La Fruška Gora è meta di turismo naturalistico e sportivo: viene sfruttata come luogo per praticare arrampicate, trekking e gite in bicicletta, pesca e caccia.
Il luogo di partenza per le escursioni e per le visite ai monasteri è il villaggio di Sremski Karlovci, mentre la sede dell'ente parco si trova nella municipalità di Sremska Kamenica, nel comune di Novi Sad.
Le autorità del Parco nazionale hanno organizzato strutture ricettive e ricreative all'interno dell'area.